# Tylosema humifusa
Tylosema humifusa är en ärtväxtart som först beskrevs av Rodolfo Emilio Giuseppe Pichi Sermolli och Roti Mich., och fick sitt nu gällande namn av John Patrick Micklethwait Brenan. Tylosema humifusa ingår i släktet Tylosema och familjen ärtväxter. Inga underarter finns listade i Catalogue of Life.